# Скрытный (эсминец)
«Скрытный» — эскадренный миноносец проекта 56 (код НАТО — «Kotlin class destroyer»).

## История строительства
Зачислен в списки ВМФ СССР 15 сентября 1953 года. Заложен на заводе № 190 им. А. А. Жданова 25 июля 1954 года (строительный № 707), спущен на воду 27 сентября 1955 года. Корабль принят флотом 29 октября 1956 года, 2 ноября эсминец вступил в состав Советского Военно-Морского Флота.

## Служба
Включён в состав Балтийского флота. С 5 ноября 1956 в составе 128-й БЭМ 12-й дивизии надводных кораблей. После проведённой модернизации по проекту 56-ПЛО 12 февраля 1960 года корабль был перечислен на Северный флот, затем перешёл в составе ЭОН-70 по Севморпути на Тихоокеанский флот и 20 сентября 1960 года включён в состав 173-й БЭМ Камчатской флотилии. С 29 октября 1962 «Скрытный» встал на ремонт на «Дальзавод» (79-я брстремк). 23 декабря эсминец перевели в состав 173-й БПЛК Камчатской флотилии. Участвовал в 1965 году в учениях по противолодочной подготовке, в следующем году корабль стал призовым кораблём на Тихоокеанском флоте. С 9 сентября 1966 «Скрытный» встал на средний ремонт.
В 1968 году «Скрытный» участвовал в учениях «Камертон», 25 июля 1970 года его перевели в состав 201-й БПЛК. В период с 30 декабря 1970 по 31 января 1972 года корабль был модернизирован на «Дальзаводе» по проекту 56-А, после модернизации его перечислили в состав 173-й БПЛК Камчатской флотилии.
С декабря 1972 года «Скрытный» нёс боевую службу в Индийском океане: с 14 по 19 января 1973 года он находился с визитом в Бомбее, с 3 по 8 февраля находился в порту Массауа (Эфиопия), в апреле совершил заход в порт Момбаса (Кения), а в мае — заход в Коломбо (Шри Ланка). В 1975 году «Скрытный» участвовал в военно-морских учениях «Океан-75».
Ремонтировался на «Дальзаводе» с 11 февраля 1977 по начало марта 1979 года; 29 апр еля 1979 был переведён в состав 193-й БПЛК. В марте-декабре 1980 года находился на боевой службе в Индийском океане. Заходил в порты Камрань (Вьетнам), Аден (Йемен) и др. Принимал участие в боевом патрулировании в Персидском заливе во время Ирано-Иракской войны в июне-июле 1980 года. В 1982 году эсминец вновь участвовал в боевой службе в Индийском океане, заходил в порты Бомбей и Массауа. В начале 1985 года корабль встал на ремонт, однако 16 сентября был отправлен на консервацию и 25 апреля 1989 года приказом министра обороны СССР исключён из списков флота для разделки на металл и реализации; 1 октября расформирован. В 1989—1991 годах «Скрытный» стоял на консервации в Советской Гавани, а затем был продан на металлолом в Индию.

## Особенности конструкции
С момента постройки на «Скрытном» была установлена усиленная мачта с РЛС «Фут-Н», на СВП установили РЛС «Якорь-М2».
Эскадренный миноносец первым прошёл модернизацию в варианте ПЛО. В процессе модернизации был снят кормовой торпедный аппарат, вместо него были установлены два реактивных бомбомёта РБУ-2500. При осуществлении модернизации по проекту 56-А (осуществлена в 1970—1972 годах) были сняты: кормовая артиллерийская башенная установка, 3 зенитных АУ СМ-20 ЗИФ, кормовой торпедный аппарат, обе РБУ-2500, система ПУТС «Сталинград Т-56», бомбосбрасыватели и минные рельсы, радиолокационные станции «Нептун», «Фут-Н» и кормовой радиодальномер «Фут-Б», а также ГАС «Пегас-2». Вместо них были установлены: зенитно-ракетный комплекс «Волна-М» с пусковой установкой ЗИФ-101 и системой «Ятаган», 2 РБУ-6000 с ПУСБ «Буря», четыре спаренных 30-мм АУ АК-230, РЛС «Ангара», две РЛС «Дон», ГАС «Геркулес», МГ-409, станция теплового следа МИ-110К и МИ-110Р (с приёмником на носу), ПУТС «Зуммер», торпедный аппарат МПТА-53М", система «Дозор-Тритон». В моторно-котельном отделении были оборудованы посты дистанционного управления.
Вместо старого шлюпочного вооружения на корабле разместили командирский катер проекта 1350, моторный катер проекта 338ПК и ял. Якорное вооружение состояло из двух якорей Холла с удерживающей силой по 2250 т. Длина левой якорь-цепи — 275 м, правой — 350 м. Водоизмещение (стандартное/нормальное/полное соответственно) — 3050/3331/3612 т. Дальность плавания — 600 морских миль (на 35,4 узлах), 1000 миль (на 27,5 узлах), 2370 миль (на 17,5 узлах), 3000 миль (на 13,7 узлах). Наибольшая скорость — 38 узлов. Экипаж состоял из 25 офицеров, 72 старшин и 214 матросов.

## Бортовые номера
В ходе службы эсминец сменил ряд следующих бортовых номеров:
- Проходил ходовые испытания на Балтийском море под № 77 (дислокация район Ломоносов)[уточнить]
- 1960 год — № 045[2];
- 1961 год — № 683[2];
- 1965 год — № 685[2];
- 1968 год — № 447[2];
- 1980 год — № 722[2];
- 1982 год — № 715[2];
- 1983 год — № 707[2];
- С 1984 по 1987 — № 779[уточнить];
- С 1987 года — № 745[2];
- В 1988-89 годах — № 707[уточнить].